# Sistema Integrado de Transporte del Área Metropolitana de San Salvador
El Sistema Integrado de Transporte del Área Metropolitana de San Salvador en sus siglas SITRAMSS fue un sistema de transporte público de tipo autobús de tránsito rápido. El sistema es similar a otros sistemas de Latinoamérica. El primer tramo se habilitó el 23 de diciembre de 2013. Surgió en respuesta al congestionamiento vial en la cuenca oriente del Área Metropolitana de San Salvador. El sistema es operado por la Unión de Empresas SITRAMSS (propiedad del Gobierno de El Salvador), que a su vez está integrado por SUBES; conformado por SIPAGO y SI99, que es una de las empresas anteriormente operadoras de los buses del sistema BRT en Bogotá, Colombia: TransMilenio.
El sistema fue abandonado a inicios de 2020, inicialmente debido a las limitaciones de libre tránsito que se impusieron en el país (principalmente en su ciudad capital) esto a raíz de la crisis sanitaria por COVID-19; los buses se mantuvieron en terrenos de Ferrocarriles Nacionales de El Salvador y el VMT, no fue sino hasta mediados de 2024 cuando el Gobierno confirmó el cese total del proyecto, el nulo interés en proseguir con él y la desmantelación de las unidades, que para ese punto se consideraban inutilizables debido a su extenso tiempo en abandono.
Actualmente, algunas estaciones siguen en funcionamiento por parte del Sistema público de transporte Interdepartamental (Nuevo Amanecer), mientras que otras (Soyapango) fueron reutilizadas para otros proyectos como Mercados Municipales (2024), las micro estaciones que funcionaban como paradas de abordaje y desabordaje permanecen en abandono.

## Historia
El miércoles 25 de enero de 2012, con 70 votos la Asamblea Legislativa de El Salvador aprobó un préstamo de $45 millones de dólares al Banco Interamericano de Desarrollo (BID) para la construcción del SITRAMSS. Se había previsto construir una etapa desde Soyapango hasta la 33 Avenida Norte (en el centro de San Salvador). El proyecto se tuvo en mente con el fin de innovar el sistema de transporte público de San Salvador y disminuir muchos problemas de la ciudad como los congestionamientos, la inseguridad e incomodidad. El viceministerio de transporte (VMT) dio la orden del inicio de la construcción de la terminal del SITRAMSS en Soyapango en diciembre de 2012. Mientras que la orden de construcción del primer tramo fue dada hasta en marzo de 2013.
El ministerio de obras públicas (MOP) inició la construcción del carril del SITRAMSS en el bulevar del Ejército Nacional el sábado 1 de junio de 2013. Su construcción generó congestionamiento además de obligar a los conductores a utilizar vías alternas para transportarse.  
El primer tramo (de plaza Soyapango a FENADESAL) del SITRAMSS fue habilitado el 23 de diciembre de 2013 en un acto presidido por el entonces presidente de la República Mauricio Funes. El 29 de diciembre se habilitó el tramo en la Alameda Juan Pablo II.  Los autobuses del SITRAMSS empezaron a transportar pasajeros el 21 de enero de 2015 en las pruebas piloto. Durante los primeros nueve días de la prueba piloto alrededor de 76 mil personas fueron movilizadas  y la cantidad aumentó a 140 mil durante la segunda fase .
La terminal del SITRAMSS en Soyapango inició operaciones en septiembre de 2016. Ésta terminal recibía además autobuses y microbuses de la ruta 41-B. 
La red consiguió conectar la cuenca oriente del área metropolitana con el centro de San Salvador. En su momento se realizaron estudios para conectar la red con el otro extremo del Gran San Salvador, es decir, con Santa Tecla, cabecera del departamento de La Libertad.

## Funcionamiento

### Sistema de pago
Desde antes de la creación del SITRAMSS el VMT había propuesto la utilización de la tarjeta de transporte prepago “Subes”, y en algunas unidades de transporte se instaló el lector de tarjetas, sin embargo no todos los usuarios aceptaron esta nueva forma de pago. Con el SITRAMSS se utiliza al entrar a las estaciones.   
La tarjeta SUBES es una tarjeta recargable y puede ser adquirida en diferentes estaciones de la red SITRAMSS. 
En las unidades Padrón el pasaje se paga en la parte delantera del bus y su costo es de $0.33. 

### Horarios
El sistema funcionaba todos los días de 5 de la mañana hasta las nueve de la noche. Durante su último recorrido las unidades mostraban el mensaje en sus pantallas “Último Servicio”.  Para los días feriados los usuarios eran informados por la empresa (vía redes sociales, emisiones de Radio y televisión y avisos en las estaciones o en los mismos buses), si habría servicio o no.

### Flota
El sistema contaba con 37 unidades; 21 padrones (buses cortos) y 16 articulados. Se preveía que para cuando el sistema estuviese terminado en su totalidad la red contaría con 208 autobuses; 151 padrones y 57 articulados.

## Tramo I

### Troncal I
Llamado Troncal 1, recorrió desde Soyapango hasta el centro de San Salvador abarcando ocho estaciones servidas por los buses articulados más extensos. 
Además cuenta con seis paradas autorizadas, que son recorridas por las unidades padrón (buses cortos), que se encuentran sobre la Alameda Juan Pablo II. 
Adicionalmente con el traslado de la terminal de Oriente a la actual terminal Nuevo Amanecer, se amplió el recorrido desde la estación provisional de Soyapango a la terminal Nuevo Amanecer, proporcionando un sistema más cómodo y eficiente para los usuarios de la terminal de buses interdepartamentales.